# Isla Shaw
La isla Shaw  es una isla del archipiélago de las islas San Juan, situadas en el estrecho de Georgia. Es un área no incorporada ubicada en el condado de San Juan en el estado estadounidense de Washington.
La isla posee un área de 19.952 km² y una población de 235 personas, según el censo del año 2000. A la isla se puede acceder mediante un servicio regular de ferries. El nombre de la isla es en honor a John Shaw, oficial de la Armada estadounidense. 